# Епархия Чэнду
Епархия Чэнду (лат. Dioecesis Cemtuana; кит. трад. 成都教區) — епархия Римско-Католической Церкви, город Чэнду, провинция Сычуань, Китай. Епархия Чэнду входит в архиепархию Чунцина.

## История
15 октября 1696 года Святым Престолом был образован апостольский викариат Сычуаня, который был выделен из апостольского викариата Тонкина (сегодня — Архиепархия Ханоя).
В следующие годы апостольский викариат Сычуаня передал часть своей территории для образования новых католических структур:
- 28 мая 1840 года — новому апостольскому викариату Юньнаня (сегодня — Архиепархия Куньмина);
- 27 марта 1846 года — апостольскому викариату Гуйчжоу (сегодня — Архиепархия Гуйяна) и апостольскому викариату Лхасы (сегодня — Епархия Кандина);
- 2 апреля 1856 года — апостольскому викариату Восточного Сычуаня (сегодня — Архиепархия Чунцина).

2 апреля 1856 года апостольский викариат Сычуаня был переименован в апостольский викариат Северо-Западного Сычуаня.
24 января 1860 года апостольский викариат Северо-Западного Сычуаня передал часть своей территории для образования нового апостольского викариата Южного Сычуаня (сегодня — Епархия Суйфу).
3 декабря 1924 года апостольский викариат Северо-Западного Сычуаня был переименован в апостольский викариат Чэнду. 2 августа 1929 года апостольский викариат Чэнду передал часть своей территории для образования нового апостольского викариата Шуньцинфу (сегодня — Епархия Шуньцина).
11 апреля 1946 года Римский папа Пий XII издал буллу «Quotidie Nos», которой преобразовал апостольский викариат Чэнду в епархию.

## Ординарии епархии

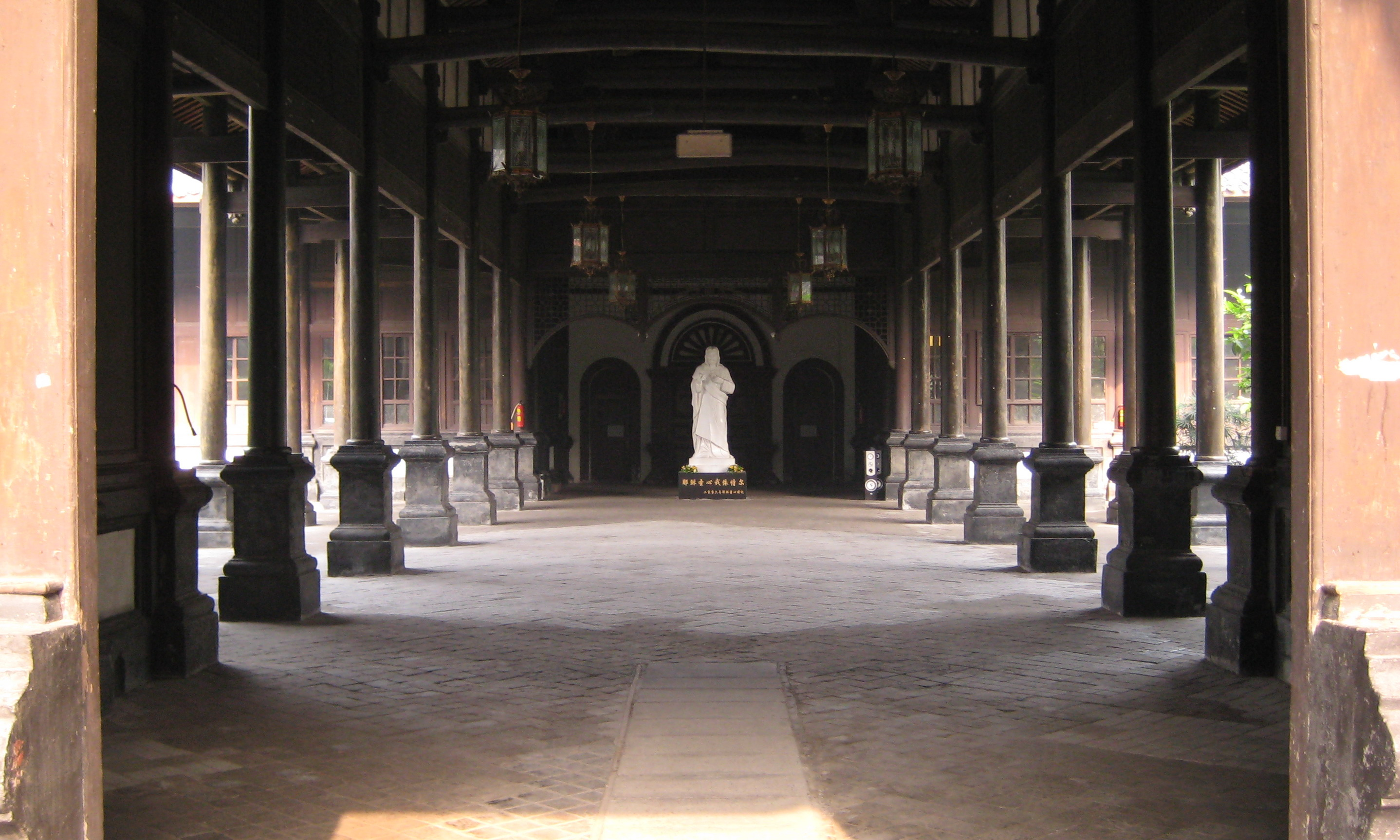

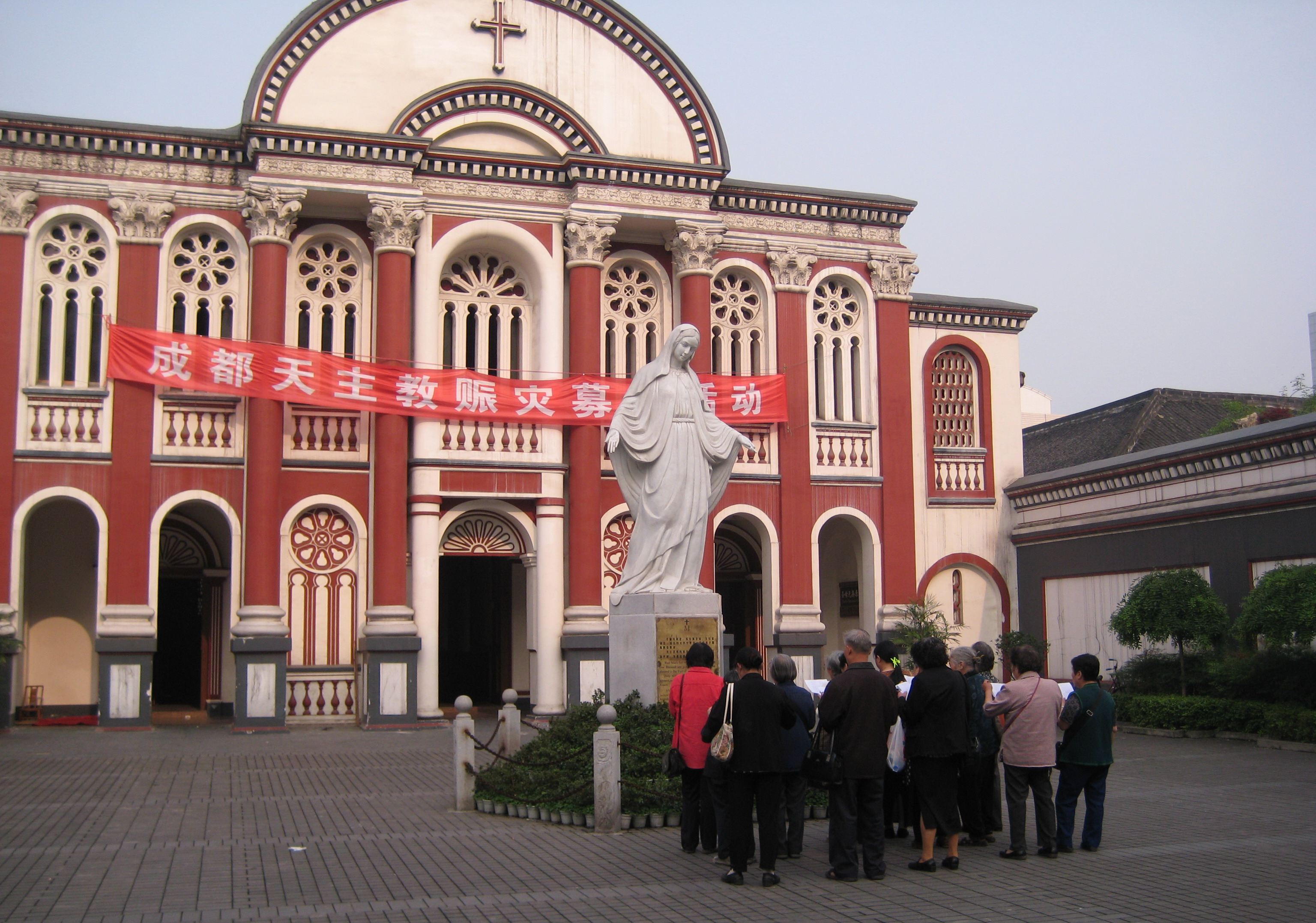

### Ординарии Апостольского викариата Сычуаня
- епископ Артюс де Лионн MEP[1] (20.10.1696 — 2.08.1713);
- епископ Йоханнес Мюлленер C.M. (15.09.1715 — 17.12.1742);
- епископ Луи Мари Магжи O.P. (17.12.1742- 20.08.1743);
- епископ Joachim-Enjobert de Martiliat M.E.P. (20.08.1743 — 29.08.1755);
- епископ François Pottier (4.01.1767 — 28.09.1792);
- епископ Жан Габриэль Дюфресс (15.11.1801 — 14.09.1815);
- епископ Louis Fontana (июль 1817 — 11.07.1838);
- епископ Jacques-Léonard Pérocheau (11.07.1838 — 2.04.1856).

### Ординарии Апостольского викариата Северо-Западного Сычуаня
- епископ Jacques-Léonard Pérocheau (2.04.1856 — 6.05.1861);
- епископ Аннэ-Теофил Пиншон (6.05.1861 — 26.10.1891);
- епископ Мари-Жюльен Дюнан (21.08.1893 — 4.08.1915);
- епископ Жак-Виктор-Морис Рушуз (28.01.1916 — 3.12.1924);

### Ординарии Апостольского викариата Чэнду
- епископ Жак-Виктор-Морис Рушуз (3.12.1924 — 11.04.1946).

### Ординарии епархии Чэнду
- епископ Жак-Виктор-Морис Рушуз (11.04.1946 — 20.12.1948);
- епископ Анри Пино (14.07.1949 — 1983);
  - с 1983 года по настоящее время кафедра вакантна.

#### Епископы Китайской патриотической церкви
- епископ John Li Xi-ting (6.07.1958 — 28.05.1989);
- епископ Michael Liu Xian-ru (24.02.1992 — 25.10.1998).

## Источник
- Annuario Pontificio, Libreria Editrice Vaticana, Città del Vaticano, 2003, ISBN 88-209-7422-3
- * Булла Quotidie Nos, AAS 38 (1946), стр. 301  (лат.)